# Instructions romaines
Les instructions romaines du 10 novembre 1659 sont des instructions faites par la Sacra Congregatio de Propaganda Fide (nouvellement établie) encadrant la nomination des trois évêques français comme vicaires apostoliques en Asie : François Pallu, Pierre Lambert de la Motte et Ignace Cotolendi. Ces instructions marquent la prise d'indépendance progressive du Saint-Siège vis-à-vis du Portugal et son Padroado. Elles regroupent un ensemble de conseils à suivre pour l'établissement de juridictions missionnaires, encadrant le développement de l'œuvre d'évangélisation et posant les principes et les limites de la Mission parmi des groupes et peuples non encore christianisés. Ces instructions auront un rôle important dans le développement du catholicisme en Asie, dans la mesure où elles délimitent géographiquement des circonscriptions missionnaires qui sont alors confiées à différents ordres ou instituts religieux, dont les Missions étrangères de Paris.

## Contexte de la naissance des instructions
Le jésuite Alexandre de Rhodes, grand promoteur de la création d'un clergé local, revient du Tonkin et de Cochinchine en Europe. Arrivé à Rome il suggère à la Congrégation de Propaganda Fide d'envoyer dans ces régions des évêques pour y assurer l'avenir des missions alors mises à mal par les persécutions antichrétiennes. Le 1er août 1651, il propose au pape Innocent X de nommer un patriarche, trois archevêques et douze évêques. Bien que sa proposition ne soit pas immédiatement adoptée, Alexandre de Rhodes est chargé de trouver des candidats, et des fonds pour mener à bien cette mission.
Dès le 7 mars 1653, Alexandre de Rhodes annonce à Rome qu'il a trouvé les candidats et les fonds nécessaires: La compagnie du Saint Sacrement, une association de personnes pieuses et la duchesse d'Aiguillon proposent un financement et trois candidats sont choisis: François de Laval, François Pallu et Pierre Picques.
L'opposition du roi du Portugal, qui avec le système du Padroado a une réelle emprise sur les missions, s'y oppose. De plus Alexandre de Rhodes est envoyé en Perse ce qui contribue à faire retarder le projet.
Le 9 mai 1657, à l'instigation de l'évêque de Vence, la proposition refait surface avec insistance auprès du  nouveau Pape Alexandre VII. Pierre Lambert de la Motte et Vincent de Meur, tous les deux prêtres, agissent à Rome dans la même perspective auprès du Secrétariat de la Propaganda Fide. Une commission cardinalice est nommée pour suivre le projet. Le 18 novembre 1657, Pierre Lambert de la Motte, rencontre avec François Pallu le secrétaire de la Propaganda Fide, et garantie les versements nécessaires sur son propre patrimoine contribuant à débloquer la situation.
Le 13 mai 1658, La Propaganda Fide propose à l'épiscopat Pierre Lambert de la Motte et François Pallu, et le pape approuve cette nomination le 8 juin. François Pallu reçoit le titre épiscopal Héliopolis (de) et Pierre Lambert de la Motte celui de Bérythe (de). François Pallu est chargé d'administrer la Chine de l'ouest, et Pierre Lambert devient vicaire apostolique de Cochinchine avec le devoir d'administrer la Chine du Sud.
Ces deux nominations confirment l'envoi d'évêques par Rome, alors que le système du Padroado donnait cette compétence au Roi du Portugal. L'état désastreux des missions chrétiennes en Asie, tant du fait de l'incapacité du Portugal (via son Padroado) de subvenir aux besoins missionnaires de l'Asie, que les persécutions antichrétiennes conduisent la Propaganda Fide à accompagner cette nomination par l'envoi d'instructions précises permettant aux vicaires de savoir quelle attitude ils doivent avoir. Pour éviter une confrontation directe avec le Portugal, le Saint-Siège crée des 'Vicariats apostoliques' plutôt que des diocèses, tout en leur assignant des prélats dument consacrés évêques, assurant ainsi leur indépendance.

## Origine des instructions de 1659
Les instructions ainsi que les nominations des vicaires apostoliques par la Propaganda Fide ont pour objectif de reprendre le contrôle des missions alors totalement sous le contrôle du Portugal sur l'Asie à travers le Padroado. Les instructions romaines de 1659 sont écrites par un prêtre irlandais William Lesley, archiviste de la Propaganda Fide, opposé à l'influence exclusive du Portugal,.
Grâce aux lettres de William Lesley à Pierre Lambert de la Motte, on sait comment se sont construites les instructions : Lesley recherche dans les archives des Missions l'ensemble des documents, ou les résolutions, et les ordonnances faites pour les missionnaires,. La crainte des espions jésuites, espagnols et portugais[réf. nécessaire], rendent le travail plus lent et plus discret: l'envoi d'évêques non jésuites contribue à remettre en cause le système du Padroado où ces derniers ont une place centrale. William Lesley craignant l'opposition des jésuites[réf. nécessaire] fait ce travail en toute discrétion d'autant que le roi du Portugal fait tout son possible pour faire échouer le projet. Le travail de William Lesley est plus long que prévu, et est finalement envoyé secrètement le 29 septembre 1659.
Les instructions sont fidèles aux grandes lignes de la Propaganda Fide, invite à s'inspirer de la vie de François-Xavier, jésuite missionnaire, mais aussi du respect des cultures locales, en mettant en garde contre l'introduction des usages européens.
Les grandes lignes des instructions sont le refus de la sécularisation et de la politisation des religieux, le respect des cultures indigènes, l'accession des Églises locales à l'autonomie vis-à-vis de la colonisation et le rapprochement avec le Saint-Siège. Elle donne aussi de nombreuses consignes précises concernant l'attitude à avoir vis-à-vis des pouvoirs coloniaux.
Le texte des instructions a une grande influence sur les missions: elles constituent une charte romaine des missions romaines, approuvant nettement une perspective d'inculturation.

## Les instructions de 1659

### Contenu des instructions

#### Instructions sur les domaines politiques et économiques
Au niveau politique, les instructions reviennent à de nombreuses reprises sur la nécessaire prudence des vicaires face aux Portugais, qui pourraient empêcher leurs venues : il est recommandé aux évêques de tenir secret leur trajet pour l'Asie et de ne faire régulièrement des rapports à la Sacra Congregatio de Propaganda Fide de l'état du christianisme en Asie. Les instructions recommandent aussi un profond respect pour les autorités politiques présentes en Asie, en demandant de ne pas offusquer les rois des pays présents et de ne jamais s'offusquer de leurs comportements. De plus ils demandent aux missionnaires de ne jamais se mêler des affaires politiques ou économiques des pays de mission : « Soyez si éloignés de la politique et des affaires de l'Etat que vous n'acceptiez jamais de prendre en charge une administration civile, même si on vous le demande formellement, que vous tendez qu'à des intérêts spirituels et au salut des âmes, que vos travaux, vos désirs et votre esprit sont rigoureusement dirigés vers les choses célestes à l'exclusion de toutes les autres... Feignez une totale ignorance des affaires politiques et une inaptitude complète à l'administration civile de façon à vous éloigner au plus vite de ce lieu (cour et palais) plein de périls »
De plus les instructions recommandent que les missionnaires favorisent le respect et la soumission aux autorités locales « Aux peuples prêchez l'obéissance à leurs princes, même difficiles, et tant en privé qu'en public, priez Dieu de  tout votre cœur pour leur prospérité et leur salut ; refusez-vous absolument à semer dans leurs territoires les germes d'aucun pari, espagnol, français, turcs, persan ou autre »

#### Instructions sur la culture
Les instructions recommandent un très grand respect à la culture asiatique : elle recommande vivement aux missionnaires et aux vicaires de ne jamais vouloir changer la culture du pays d'accueil, mais au contraire de la regarder avec respect, allant à l'encontre du sentiment de supériorité qui pouvait alors prévaloir en Europe « N'introduisez pas chez eux nos pays, mais la foi, cette foi qui ne repousse ni ne blesse les rites ni les usages d'aucun peuple, pourvu qu'ils ne soient pas détestables, mais bien au contraire veut qu'on les garde et les protèges. N'y a-t-il pas de plus puissante cause d'éloignement et de haine que d'apporter des changements aux coutumes propres à une nation, principalement à celles qui y ont été pratiquées aussi loin que remonte le souvenir des anciens? ».

#### Instructions concernant le clergé autochtone
Il recommande une très grande prudence dans l'ordination des futurs prêtres autochtones en Asie ou des missionnaires, demandant de privilégier « des gens doués d'une charité supérieure et de prudence ». Néanmoins malgré la grande prudence recommandée, les instructions prônent un changement important avec la volonté d'établir un clergé autochtone alors que la majorité des prêtres sont d'habitude des missionnaires européens, les instructions font de la formation d'un clergé autochtone l’objectif majeur de la nomination des vicaires apostoliques.

## Postérité
Les instructions de 1659 marquent durablement les missions catholiques par leur contenu et leur modernité. Néanmoins elle se révèle utopiques dans le contexte politique et religieux de l'époque. De plus elles sont appliquées et interprétées par les vicaires apostoliques selon leurs propres perceptions culturelles et leurs tempéraments. De plus ces instructions ne prennent pas en compte le faible pouvoir des vicaires apostoliques, certes nommés par le Saint-Siège, mais sans cesse contesté par le Padroado, ainsi que la difficulté de s'insérer dans une culture non chrétienne.
François Pallu fait traduire des bréviaires en latin et chinois afin de favoriser l'apprentissage de la langue à destination des futurs séminaristes.

## Publication des Instructions
Dès 1676, la majeure partie des instructions fut publiée dans un recueil intitulé "Constitutiones Apostolicae"